# Драгинац (Бабушница)
Драгинац је насеље у Србији у општини Бабушница у Пиротском округу. Према попису из 2022. било је 749 становника.
У Драгинцу постоји црква Св. Тројице саграђена 1924. године, обновљена 1987. године.

## Географија
Село Драгинац је по броју домаћинства и по броју становника једно од највећих села у општини Бабушница и Лужничкој котлини.

### Општина Бабушница
Општина Бабушница са површином од 529 km², има у свом саставу 53 насеља. Источна граница општине, у дужини од 16 километра, је уједно и државна граница Србије и Бугарске, а у осталом делу граничи се са димитровградском, пиротском, белопаланачком, гаџинханском, власотиначком и црнотравском општином.
Рељеф општине представља део Карпатско-балканског система насталог у току терцијалног периода. У рељефу се изразито истичу Лужничка и Звоначкобањска котлина, окружене ниским и средњим планинама, које према југу чине гранични део Балканског система. Највиши део је планина Руј (1706 м), а најнижи део се налази испод села Мезграја (333 м). Мањи део општине припада Заплању.
Руј (1706 м), је највиша планина у општини, налази се на српско-бугарској граници, затим Рњос са висином од 1247 метра, Големи Стол са висином од 1238 метра. Мали Стол (976 м) и Корбес (964 м) су ниже и мање планине и наставак су Големог Стола ка северозападу. У наставку су Стрвна са 1068 метра, Дренова Глава (884 м), Радошева Глава (859 м) и Голаш (960 м). Сува планина само делимично припада Лужници и највиши њен део, на територији Лужнице, је Големи Врх са висином од 1533 метра.
У општини, на највећем делу њене територије, влада умерено континентална клима. Њена карактеристика су умерено топла лета и умерено хладне зиме и четири јасно изражених годишњих доба. Јесен је топлија од пролећа, чиме је период вегетације продужен у знатној мери, што омогућава гајење готово свих ратарских и повртарских култура и многих врста воћа. Ово подручје је добро заштићено од екстремно хладних ваздушних маса и олујних ветрова.

### Лужничка котлина
Село Драгинац по "географској припадности" се налази у Лужничкој котлини.
Лужничка котлина се простире у дужини од око 16 км и ширини од 4 до 5 километра. Лужничка област или котлина у добили назив по реци Лужници, по Бабушница,
Река Лужница је највећа и водом најбогатија река Лужничке котлине. Настаје од више потока који дотичу из правца Радошевца, Горњег Стрижевца и Доњег Крњина и састају се у подножју узвишења Јеремија, на коме се налази утврђење Шанац. Водостај реке Лужнице, углавном, зависи од годишњег доба и количине атмосферских падавина. За време лета и малих падавина је слаб поток, а у пролеће приликом топљења снега или приликом провале облака; брза, мутна и дивља река која изазива поплаве и наноси огромне штете.
Главне притоке реке Лужнице су: Линовштица, Јабланица и Рџавица са десне стране, а Балван и Мурговица са леве стране.
Територија Лужничке котлине обилује крашким врелима: Љуберађско врело спада у ред најбогатијих крашких врела у Источној Србији, а постоје и неколико мањих врела као што су Линовско, Сурачевско и Изворско врело.
На подручју Лужнице постоји терминални извор у Званачкој Бањи. Издашност овог извора износи око девет литара воде у секунди, а температура воде је 28 степени Целзијусових. Иако Звоначка бања није довољно испитана, а била је позната и коришћена и у доба Римљана, ипак је на гласу због лечења обољења нервног система.

### Положај
Село Драгинац се налази на терасираном дну Лужничке котлине, распрострањено на површини од око 407 хектара и на надморској висини од 480 до 570 метра. Највиша тачка је изнад махале Миљинци а најнижа испод тзв. ралинског насеља. Драгиначка црква храм Св. Тројице налази се на надморској висини од 558 метра.
Источно од Драгинца налази се село Вава, североисточно село Калуђерево, северозападно је општински центар Бабушница, западно од Драгинца је село Сурачево, југозападно Горчинци а јужно је село Александровац. Драгинац има повољан географски положај јер се налази на важним саобраћајницама. Кроз Драгинац пролази пут Бабушница - Звоначка Бања, а западну границу Драгинца чини пут Пирот - Лесковац, а кроз село пролази и пут, локалног карактера, који повезује Бабушницу са селима: Вава, Стол и Кијевац.
Кроз атар села протиче река Лужница и потоци који се уливају у Лужницу: Балван, Мрморица, Сабач, Вавска река (Долич) и Грозничевац.
Готово сва насеља у Лужници су топографски везана за привредне површине, формирала су се на додирима планине и равнице, како би искоришћавала и једне и друге благодети за свој живот. Такође на положај ових насеља знатно утиче близина извора, потока или речица.
Такав случај није са Драгинцом, јер у свом атару нема шуме, али је готово свака махала формирана у близини неког потока или извора. У центру села, испод цркве налази се извор Чесма, на коме су мештани појили стоку, а донедавно су се одатле снабдевали пијаћом водом. Махала Коишинци налази се поред потока Грозничевац, Бунајинци и Царевци су користили Сабач, Дупничање су користили Балван и Лужницу, Врапчање: Мрморицу, Савинци Лужницу, а Табларци, Весинчање, Ћурановци, Миљинци и Црвиловци су за напајање своје стоке користили Вавску реку, коју у Драгинцу зовемо Долич.
За испашу стоке коришћена су заједничке сеоске површине утрине. По казивању старих мештана Драгинца, утрине које постоје у Драгинцу биле су власништво турчина Хајрудина А. Муратовића по надимку Чеча и његових синова Мустафе Х. Муратовића и Ислама Х. Ајраме који су живели у Пироту и у Злокућану на месту које се и данас зове Кула, Турско и Чечина.
Када су Турци поражени у српско-турском рату, 1878. године, Хајрудин А. Муратовић је са својим суседима, другим турским спахијама, отишао у Дебар у Македонију, а касније у Турску. Његови синови остали још неколико година те су распродали имовину која се могла продати сиромашним сељацима, а остатак су продали трговцима веома јефтино да би се ови касније обогатили препродајући ту исту имовину по неколико пута већој цени.
Сељаци нису имали своју имовину, већ су радили на турским поседима и живели у беди и сиромаштву, те је ретко ко од њих могао купити имање од Турака или трговаца. Мештани Злокућана су заједнички купили неколико парцела које су касније користили за напасање стоке.
Највећа парцела је била она, која се простирала поред потока Долич, затим поред цркве све до извора Чесма. Део те утрине је, после Другог светског рата, уступљен земљорадничкој задрузи, која је ту засадила воћњак (јабукарник) и касније га продала приватним лицима. Део утрине је најпре дат за изградњу старе а касније и за нову школу а део те утрине и данас се користи за испашу стоке. Утрина, код махале Савинци, је такође дата земљорадничкој задрузи, која је ту имала расадник багрема, топола и воћа, а касније је општинска власт ту имовину давала као надокнаду за одузето земљиште у Бабушници. Једна сеоска парцела се налази поред старе циглане.
У атару драгиначком је готово 100% продуктивног земљишта, састављеног од смонице углавном, а поред реке Лужнице и потока који протичу кроз Драгинац је лакше –хумусно земљиште, на којима преовлађује гајење културних биљака и траве. Квалитет зељишта омогућава постизање високих приноса у пољопривреди и сточарству. Принос пшенице достиже и до 5000 кг. по хектару, а по попису из 2002. године, у Драгинцу је било 129 говеда, један коњ, 419 оваца, 370 свиња и 2460 комада пернате живине, те се Драгинац, иако има свега 407 хектара продуктивног земљишта, сврстава у ред развијенијих пољопривредних села у Лужници.
Драгинац није богат флором и фауном, јер у свом атару нема шуме. Поред реке Лужнице и поред потока, који протичу кроз село, могу се видети тополе и врбе, а на оцеднијим местима: багрем, брест и по које храстово стабло. А што се фауне тиче, могу се видети зечеви, лисице, дивљи голубови, грлице, јастребови, вране и свраке.

## Демографија
У насељу Драгинац живи 699 пунолетних становника, а просечна старост становништва износи 38,1 година (37,4 код мушкараца и 38,9 код жена). У насељу има 268 домаћинстава, а просечан број чланова по домаћинству је 3,30.
Ово насеље је великим делом насељено Србима (према попису из 2002. године).
|  |

| Демографија | Демографија | Демографија |
| Година      | Становника  | Становника  |
| ----------- | ----------- | ----------- |
| 1948.       | 729         |             |
| 1953.       | 732         |             |
| 1961.       | 615         |             |
| 1971.       | 606         |             |
| 1981.       | 485         |             |
| 1991.       | 483         | 482         |
| 2002.       | 885         | 886         |
| 2011.       | 864         |             |
| 2022.       | 749         |             |

| Година пописа     | 1948. | 1953. | 1961. | 1971. | 1981. | 1991. | 2002. |
| ----------------- | ----- | ----- | ----- | ----- | ----- | ----- | ----- |
| Број домаћинстава | 99    | 108   | 127   | 135   | 131   | 148   | 268   |

| Број чланова      | 1  | 2  | 3  | 4  | 5  | 6  | 7 | 8 | 9 | 10 и више | Просек |
| ----------------- | -- | -- | -- | -- | -- | -- | - | - | - | --------- | ------ |
| Број домаћинстава | 34 | 61 | 48 | 80 | 19 | 16 | 8 | 1 | 0 | 1         | 3,30   |

| Пол    | Укупно | Неожењен/Неудата | Ожењен/Удата | Удовац/Удовица | Разведен/Разведена | Непознато |
| ------ | ------ | ---------------- | ------------ | -------------- | ------------------ | --------- |
| Мушки  | 381    | 101              | 253          | 23             | 4                  | 0         |
| Женски | 362    | 62               | 250          | 49             | 1                  | 0         |
| УКУПНО | 743    | 163              | 503          | 72             | 5                  | 0         |

| Пол    | Укупно                    | Пољопривреда, лов и шумарство | Рибарство                            | Вађење руде и камена | Прерађивачка индустрија       |
| ------ | ------------------------- | ----------------------------- | ------------------------------------ | -------------------- | ----------------------------- |
| Мушки  | 155                       | 20                            | 0                                    | 0                    | 75                            |
| Женски | 138                       | 11                            | 0                                    | 0                    | 106                           |
| УКУПНО | 293                       | 31                            | 0                                    | 0                    | 181                           |
| Пол    | Производња и снабдевање   | Грађевинарство                | Трговина                             | Хотели и ресторани   | Саобраћај, складиштење и везе |
| Мушки  | 3                         | 14                            | 16                                   | 0                    | 12                            |
| Женски | 0                         | 1                             | 5                                    | 0                    | 0                             |
| УКУПНО | 3                         | 15                            | 21                                   | 0                    | 12                            |
| Пол    | Финансијско посредовање   | Некретнине                    | Државна управа и одбрана             | Образовање           | Здравствени и социјални рад   |
| Мушки  | 1                         | 1                             | 6                                    | 1                    | 4                             |
| Женски | 0                         | 0                             | 2                                    | 6                    | 7                             |
| УКУПНО | 1                         | 1                             | 8                                    | 7                    | 11                            |
| Пол    | Остале услужне активности | Приватна домаћинства          | Екстериторијалне организације и тела | Непознато            | Непознато                     |
| Мушки  | 2                         | 0                             | 0                                    | 0                    | 0                             |
| Женски | 0                         | 0                             | 0                                    | 0                    | 0                             |
| УКУПНО | 2                         | 0                             | 0                                    | 0                    | 0                             |

| Етнички састав према попису из 2002.‍ | Етнички састав према попису из 2002.‍ | Етнички састав према попису из 2002.‍ | Етнички састав према попису из 2002.‍ | Етнички састав према попису из 2002.‍ |
| ------------------------------------ | ------------------------------------ | ------------------------------------ | ------------------------------------ | ------------------------------------ |
|                                      |                                      |                                      |                                      |                                      |
| Срби                                 | Срби                                 |                                      | 850                                  | 96,04%                               |
| Југословени                          | Југословени                          |                                      | 17                                   | 1,92%                                |
| Бугари                               | Бугари                               |                                      | 5                                    | 0,56%                                |
| Роми                                 | Роми                                 |                                      | 3                                    | 0,33%                                |
| непознато                            | непознато                            |                                      | 1                                    | 0,11%                                |

| Етнички састав према попису из 2022.‍ | Етнички састав према попису из 2022.‍ | Етнички састав према попису из 2022.‍ | Етнички састав према попису из 2022.‍ | Етнички састав према попису из 2022.‍ |
| ------------------------------------ | ------------------------------------ | ------------------------------------ | ------------------------------------ | ------------------------------------ |
|                                      |                                      |                                      |                                      |                                      |
| Срби                                 | Срби                                 |                                      | 694                                  | 92,7%                                |
| неизјашњени                          | неизјашњени                          |                                      | 40                                   | 5,3%                                 |